# Iosif Vatopedinul
Iosif Vatopedinul (n. 1 iulie 1921, Cipru - d. 1 iulie 2009, Mănăstirea Vatopedu, Muntele Athos, Grecia) a fost un monah din Muntele Athos, unul dintre puținii ucenici ai Sfântului Iosif Isihastul (Spileotul).